# Ерік Бергстрем
Йоган Ерік Віталіс Еуген Бергстрем (швед. Johan Erik Vitalis Eugen Bergström, нар. 6 січня 1886, Гетеборг — пом. 30 січня 1966, Гетеборг) — шведський футболіст, що грав на позиції захисника. Відомий за виступами в клубі «Ергрюте», та у складі збірної Швеції. Дворазовий чемпіон Швеції.

## Біографія
Народився Ерік Бергстрем у Гетеборзі. На клубному рівні грав у місцевій команді «Ергрюте» з 1908 до 1914 року. У сезонах 1909 і 1913 років став у складі команди чемпіоном Швеції. З 1908 до 1913 Бергстрем грав у складі збірної Швеції. У 1908 році він знаходився у складі збірної на літніх Олімпійських іграх у Лондоні, проте на поле не виходив. У 1912 році футболіст був у складі збірної на домашніх літніх Олімпійських іграх у Стокгольмі, де зіграв 2 матчі. Усього в складі збірної Бергстрем зіграв 7 матчів, у яких відзначився 6 забитими м'ячами.
Після завершення виступів на футбольних полях жив у Гетеборзі. Помер Ерік Бергстрем у 1966 році в своєму рідному місті.

## Титули та досягнення
- Чемпіон Швеції (2):

«Ергрюте»: 1909, 1913